# Кара-Чурин-Тюрк
Кара-Чурин-Тюрк (д/н—603) — останній великий каган Тюркського каганату в 599—603 роках. У візантійців знаний як Тарду, в персів — Біягу, китайців — Тюрксанф, Дяньцзюе і Датуке-хан.

## Життєпис

### Ябгу-тардуш
Походив з династії Ашина. Старший син Істемі-кагана, ябгу західної частини Тюркського каганату. При народженні отримав ім'я Бугя.
Замолоду брав участь у військових походах. Перша згадка припадає на 555 рік, коли він звитяжив у війні з ефталітами. 556 року брав участь у війні проти племені абарів. 558 року брав участь у поході проти племені хіонітів, вагрів та огрів. У 560—565 роках відзначився у новій війні проти ефталітів. Також був учасником походу проти хазар.
575 або 576 року після смерті батька успадкував його владу й титул ябгу. Також отримав титул тардуш-хана (могутнього хана). Звідси походить його візантійський й перський варіант імені. Свою ставку розмістив біля гори Актаг. Уклав договір з Сасанідською Персією. До 580 року тюрки захопили Кримський півострів.
584 року надав допомогу Талоп'єну Апа-хану проти великого кагана Бага-Ишбара-кагана. Втім згодом Кара-Чурин-Тюрк замирився з останнім. Також уклав мирний договір з імперією Суй. 587 року спільно з каганом Шегу, братом великого кагана, переміг у битві біля Бухари Апа-кагана, який потрапив у полон (згодом страчений).
У 588 році вступив у конфлікт з Персією, куди відправив військо на чолі із сином Янг-Соух-тегіном. Цим вирішив скористатися новий володар Тюркського каганату Бага-каган. Проте 589 року Кара-Чурин-Тюрк завдав йому нищівної поразки. Разом з тим того ж року тюрська армія зазнала поразки від персів в битві біля Герата, де загинув син Кара-Чурин-Тюрка — Янг-Соух-тегін.
Скориставшись послабленням влади великого кагана став фактично самостійним. 590 року вимушений був залишити Крим. 591 року надав притулок поваленому Бахрам Чубіну. 597 року надав допомогу Тулан-кагану у боротьбі проти Ямі-кагана та його китайських союзників. 599 року Кара-Чурин-Тюрк зайняв Ордос, але в префектурі Ючжоу зазнав поразки. Але після загибелі того ж року Тулан-кагана оголосив себе новим володарем Тюркського каганату.

### Великий каган
Невдовзі стикнувся з претендентом на трон — Ямі-каганом. 600 року тюрки знову вдерлися до Китаю, але не змогли захопити столицю Чан'ань. Протягом 601 року в Ордосі відбувалися невеличкі сутички з перемінним успіхом.
Китайці вдалися до підбурення васала західних тюрків тєле на повстання. До повстанців приєдналися уйгури та сир-тардуші. Його онук Нірі-каган, якого Кара-Чурин-Тюрк призначив правителем Заходу, зазнав поразки. 603 року великий каган втратив будь-яку підтримку. Він втік до держави Тогон, де помер або був вбитий. Тюркський каганат остаточно розпався на Східний та Західний. У першому запанував Ямі-каган, в останньому — нащадки Кара-Чурин-Тюрка.